# Силікони
Силіко́ни (поліорганосилоксани) — кисневмісні високомолекулярні кремнійорганічні сполуки з хімічною формулою [R2SiO]n, де R — органічна група (метильна, етильна або фенільна).

## Будова
Силікони мають будову у вигляді основного неорганічного кремній-кисневого ланцюга (…-Si-O-Si-O-Si-O-…) з приєднаними до неї бічними органічними групами, які кріпляться до атомів кремнію. У деяких випадках бічні органічні групи можуть з'єднувати разом дві або більше кремнійорганічних ланцюгів. Варіюючи довжину основного кремнійорганічного ланцюга, бічні групи і перехресні зв'язки, можна синтезувати силікони з різними властивостями.
Силікони діляться на три групи, залежно від молекулярної маси, ступеня зшивання, виду та кількості органічних груп у атомів кремнію:
- «Силіконові рідини» — менше 3000 силоксанових ланок.
- «Силіконові еластомери» — від 3000 до 10000 силоксанових ланок.
- «Силіконові смоли» — понад 10000 силоксанових ланок і висока ступінь зшивки.

## Отримання
Поліорганосилоксани синтезуються стандартними методами хімії полімерів, включаючи поліконденсацію та полімеризацію.
Один з найпоширеніших методів — гідролітична поліконденсація функціоналізованих діорганосиланів — діхлорсиланів, діалкоксі- і діацілоксі, діаміносиланів. Метод заснований на гідролізі функціональних груп, що ведуть до утворення нестійких діорганосиланолів, які олігомеризуються з утворенням циклосилоксанів:
R2SiX2 + 2H2O {\displaystyle \to } R2Si(OH)2 + 2HX: nR2Si(OH)2 {\displaystyle \to } (R2Si-O)n + H2O
Утворені в реакційній суміші циклосілоксани далі полімеризуються за аніонним або катіонним механізмом:
Найенергійніше процес гідролітичної поліконденсації йде з діхлорсиланами, однак у цьому випадку виділяється хлороводень, що, в деяких випадках, таких як синтез полімерів для виробів медичного призначення, неприйнятно. У цих випадках використовують діацетоксисілани — при цьому в процесі гідролитітичної поліконденсації утворюється нетоксична оцтова кислота, однак процес протікає значно повільніше.
Для синтезу силіконових каучуків з молекулярної масою ~ 600 000 і вище використовується іонна полімеризація заздалегідь синтезованих циклосилоксанів.

## Застосування
Силікон знайшов широке застосування в будівництві та в побуті. Силікони володіють рядом унікальних якостей в комбінаціях, відсутніх у будь-яких інших відомих речовин: здатності збільшувати або зменшувати адгезію, надавати гідрофобність, працювати і зберігати властивості при екстремальних і швидкозмінних температурах або підвищеної вологості, діелектричні властивості, біоінертністю, хімічна інертність, еластичність, довговічність, екологічність. Це обумовлює їх високу затребуваність у різних областях.
Силіконові рідини та їх емульсії широко застосовуються в основі таких речовин (або як такі речовини)
- силіконових антиадгезійних мастил для прес-форм;
- гідрофобіюючих рідин;
- силіконових мастил і пластичних (консистентних) мастил;
- силіконових амортизаційних і демпфуючих рідин;
- силіконових теплоносіїв і охолоджуючих рідин;
- силіконових діелектричних і герметизуючих складів;
- силіконових піногасників;
- різних добавок і модифікаторів.

Силіконові еластомери застосовуються у вигляді
- силіконових низькомолекулярних і високомолекулярних каучуків;
- силіконових герметиків холодного твердіння;
- силіконових гум гарячого затвердіння (високомолекулярних);
- силіконових компаундів холодного затвердіння (низькомолекулярних);
- рідких силіконових гум гарячого затвердіння (LSR).

Силіконові смоли найчастіше застосовуються в співполімерах з іншими полімерами (силікон/алкід, силікон/поліефіри і т. д.) у складах для нанесення покриттів, що відрізняються стійкістю, електроізоляційної здатністю чи гідрофобністю.
Силікон використовується для виготовлення ущільнень — силіконових прокладок, кілець, втулок, манжет, заглушок. Силіконові вироби мають ряд якостей, що дозволяють використовувати їх навіть в таких умовах, де застосування традиційних еластомерів неприйнятно. Вироби з силікону зберігають свою працездатність від −60 °C до +200 °C. З морозостійких типів силіконових гум — від −100 °C, з термостійких — до +300 °C. Ущільнювальні кільця з силікону стійкі до дії озону, морської і прісної води (в тому числі киплячій), спиртів, мінеральних масел і палив, слабких розчинів кислот, лугів і перекису водню.
Силіконові вироби стійкі до впливу радіації, УФ випромінювання, електричних полів і розрядів. При температурах вище +100 °C вони перевершують за ізоляційними показниками всі традиційні еластомери. Фізіологічна інертність і нетоксичність силіконових виробів використовуються практично в будь-якій промисловості.